# سارة بروكس
سارة بروكس (بالإنجليزية: Sarah Brooks)‏ (1850 - 1928)، هي فنانة وعالمة نبات أسترالية، ولدت في 1850، وتوفيت في 1928 في نورسمان في أستراليا.